# WWE Armageddon
Pour les articles homonymes, voir Armageddon (homonymie).
WWE Armageddon est un ancien pay-per-view de la World Wrestling Entertainment et se déroulait chaque année au mois de décembre. La première édition de ce show date de 1999, l'origine viendrait d'une promo de The Undertaker lors du SummerSlam 1999 : « Ce qui est habituellement connu comme SummerSlam l'est désormais comme Armageddon », et par le fait que la World Wrestling Entertainment n'avait pas de véritables PPV en décembre. Armageddon a été remplacé par Vengeance en 2001 à la suite des attentats du 11 septembre. Ce fut également un PPV exclusif à la division Raw en 2003, et le premier évènement où le WWE Champion et le World Heavyweight Champion furent sur le même ring en tant que partenaires (2006). De 2004 à 2006, c'était un PPV exclusif à la division WWE SmackDown. Le pay-per-view a été retiré à la suite de l'édition de 2008.

## Historique

### 1999
Armageddon 1999 s'est déroulé le 12 décembre 1999 au National Car Rental Center de Ft. Lauderdale dans les environs de Sunrise, Floride.
| #                                                          | Résultats | Stipulations | Commentaires | Durée |
| ---------------------------------------------------------- | --- | --- | --- | ----- |
| 1                                                          | The Acolytes (Bradshaw et Faarooq) battent The Godfather et Mark Henry, The Headbangers (Mosh et Thrasher), Edge et Christian, The Hardy Boyz (Matt et Jeff), The Dudley Boyz (Bubba Ray et D-Von), The Mean Street Posse (Pete Gas et Rodney), et Too Much (Brian Christopher et Scott Taylor) (10:54) | Bataille royale à 8 équipe pour remporter un match de championnat pour le WWF Tag Team Championship au Royal Rumble 2000. | - Faarooq a éliminé en dernier Jeff Hardy | 10:56 |
| 2                                                          | Kurt Angle bat Steve Blackman | Match simple | - Angle a effectué le tombé sur Blackman après un Bridging Belly to Back Suplex.                                                                      | 06:56 |
| 3                                                          | Miss Kitty bat Ivory, Jacqueline, et B.B. (avec The Fabulous Moolah et Mae Young en tant qu'arbitres spéciales) | Four Corners Evening Gown Pool match pour le WWF Women's Championship                                                     | | 02:57 |
| 4                                                          | The Holly Cousins (Hardcore et Crash) battent Rikishi et Viscera | Tag team match | - Hardcore a effectué le tombé sur Rikishi après que Viscera l'eut frappé accidentellement.                                                           | 04:18 |
| 5                                                          | Val Venis bat The British Bulldog (c) et D'Lo Brown | Triple Threat match pour le WWF European Championship                                                                     | - Venis a effectué le compte de trois sur Bulldog après avoir cassé un tombé avec le Money Shot.                                                      | 08:19 |
| 6                                                          | Kane bat X-Pac | Steel cage match | - Kane a effectué le tombé sur X-Pac après un Tombstone Piledriver.                                                                                   | 08:11 |
| 7                                                          | Chris Jericho bat Chyna (c) (avec Miss Kitty) | Match simple pour le WWF Intercontinental Championship                                                                    | - Jericho a fait abandonner Chyna sur le Walls of Jericho.                                                                                            | 10:22 |
| 8                                                          | The Rock 'n' Sock Connection (The Rock et Mankind) battent The New Age Outlaws (c) (Mr. Ass et Road Dogg) par disqualification | Tag team match pour le WWF Tag Team Championship                                                                          | - NAO étaient disqualifiés après que Al Snow fut intervenu, les NAO conservaient donc leur titre.                                                     | 16:23 |
| 9                                                          | The Big Show (c) bat The Big Boss Man | Match simple pour le WWF Championship                                                                                     | - Big Show a effectué le tombé sur Boss Man après un Chokeslam.                                                                                       | 03:16 |
| 10                                                         | Triple H bat Vince McMahon | No Holds Barred Match | - Triple H a effectué le tombé sur Vince après que Stephaine McMahon se fut retourné contre Vince et que Triple H l'eut frappé avec son sledgehammer. | 28:21 |
| (c) désigne le champion défendant son titre dans le match. | | | |       |

### 2000
Armageddon 2000 s'est déroulé le 10 décembre 2000 au Birmingham-Jefferson Civic Center de Birmingham (Alabama).
| #                                                          | Résultats | Stipulations                                           | Commentaires | Durée |
| ---------------------------------------------------------- | --- | ------------------------------------------------------ | --- | ----- |
| Sunday Night Heat match                                    | Scotty 2 Hotty bat D'Lo Brown | Match simple                                           | - Scotty a effectué le tombé sur Brown. | N/A   |
| 1                                                          | The Radicalz (Dean Malenko, Perry Saturn, et Eddie Guerrero) battent The Hardy Boyz (Matt et Jeff) et Lita                                    | Elimination 6-Man Tag Team Handicap match              | - Jeff a effectué le tombé sur Guerrero après une Swanton Bomb (2:57) - Saturn a effectué le tombé sur Jeff après un Death Valley Driver(3:41) - Matt a effectué le tombé sur Saturn après un Twist of Fate (5:08) - Malenko a effectué le tombé sur Matt sur un Roll-up (5:34) - Malenko a fait abandonner Lita sur une Texas Cloverleaf (8:06) | 08:06 |
| 2                                                          | William Regal (c) bat Hardcore Holly | Match simple pour le WWF European Championship         | - Regal a effectué le tombé sur Holly après que Raven est intervenu et a porté un Raven Effect DDT sur Holly. | 05:00 |
| 3                                                          | Val Venis (avec Ivory) bat Chyna | Match simple                                           | - Venis a effectué le tombé sur Chyna après une Fisherman's Suplex. | 05:03 |
| 4                                                          | Chris Jericho bat Kane | Last Man Standing match                                | - Jericho l'emportait sur Kane qui ne pouvait plus se relever après le compte de dix. | 16:48 |
| 5                                                          | Edge et Christian battent The Dudley Boyz (Bubba Ray et D-Von), Right To Censor (Bull Buchanan et The Goodfather) (c), et Road Dogg et K-Kwik | Fatal Four-Way match pour le WWF Tag Team Championship | - Edge a effectué le tombé sur Bubba Ray après un Impaler de Christian. | 09:43 |
| 6                                                          | Chris Benoit bat Billy Gunn (c) | Match simple pour le WWF Intercontinental Championship | - Benoit a fait abandonner Gunn sur le Crippler Crossface. | 10:02 |
| 7                                                          | Ivory (c) bat Trish Stratus et Molly Holly | Triple Threat match pour le WWF Women’s Championship   | - Ivory a effectué le tombé sur Trish après que Molly a porté un Sitout Powerbomb sur Trish. | 02:13 |
| 8                                                          | Kurt Angle (c) bat Steve Austin, The Undertaker, Triple H, Rikishi, et The Rock                                                               | Hell in a Cell match pour le WWF Championship          | - Angle a effectué le tombé sur le Rock après qu'Austin lui a affligé un Stone Cold Stunner. | 31:52 |
| (c) désigne le champion défendant son titre dans le match. | |                                                        | |       |

### 2001
Armageddon a été remplacé par Vengeance en 2001 à la suite des attentats du 11 septembre.

### 2002
Armageddon 2002 s'est déroulé le 15 décembre 2002 au Office Depot Center de Ft. Lauderdale dans les environs de Sunrise, Floride.
| #                                       | Match | Stipulation                                                                         | Durée |
| --------------------------------------- | --- | ----------------------------------------------------------------------------------- | ----- |
| Dark                                    | Jeff Hardy bat D'Lo Brown | Match simple.                                                                       | 4:56  |
| 1                                       | Booker T et Goldust battent Chris Jericho et Christian (c), Dudley Boyz (Bubba Ray Dudley et D-Von Dudley) et Lance Storm et William Regal | Fatal-Four Way Elimination Tag team match pour le championnat du monde par équipes. | 16:43 |
| 2                                       | Edge bat A-Train par disqualification | Match simple.                                                                       | 7:12  |
| 3                                       | Chris Benoit bat Eddie Guerrero | Match simple.                                                                       | 16:47 |
| 4                                       | Batista (avec Ric Flair bat Kane | Match simple.                                                                       | 6:38  |
| 5                                       | Victoria (c) bat Jacqueline et Trish Stratus                                                                                               | Triple Threat match pour le championnat féminin de la WWE.                          | 4:28  |
| 6                                       | Kurt Angle bat Big Show (c) (avec Paul Heyman                                                                                              | Match simple pour le championnat de la WWE.                                         | 12:36 |
| 7                                       | Triple H bat Shawn Michaels (c) à 2-1 | Three Stages of Hell match pour le championnat du monde poids-lourd.                | 38:35 |
| (c) désigne le(s) champion(s) en titre. | |                                                                                     |       |

### 2003
Armageddon 2003 s'est déroulé le 14 décembre 2003 au TD Waterhouse Centre de Orlando, Floride.
- Sunday Night Heat match: Rico (w/Miss Jackie) def. Heidenreich (1:28)
  - Rico a effectué le tombé sur Heidenreich après un brise-nuque.
- Booker T def. Mark Henry (w/Theodore Long) (10:20)
  - Booker a effectué le tombé sur Henry après un Scissors Kick.
- Randy Orton (w/Ric Flair) def. Rob Van Dam (avec Mick Foley en tant qu'arbitre spécial) pour remporter le WWE Intercontinental Championship (17:59)
  - Orton a effectué le tombé sur RVD après un RKO.
- Chris Jericho et Christian def. Trish Stratus et Lita (6:37)
  - Christian a effectué le tombé sur Stratus avec un Schoolboy.
- Shawn Michaels def. Batista (w/Ric Flair) (12:28)
  - Michaels a effectué le tombé sur Batista après un Sweet Chin Music.
- Ric Flair et Batista remportent un Tag Team Turmoil match pour remporter le World Tag Team Championship (20:48)
  - Les participants : The Dudley Boyz (Bubba Ray et D-Von) (c), La Résistance (Robért Conway et René Duprée), Val Venis et Lance Storm, Scott Steiner et Test, The Hurricane et Rosey, et Mark Jindrak et Garrison Cade.
  - Hurricane a effectué le tombé sur Conway après un Super Hero Splash (3:16)
  - Jindrak a effectué le tombé sur Hurricane après un Roll-up (3:34)
  - Jindrak a effectué le tombé sur Venis (7:17)
  - Bubba Ray a effectué le tombé sur Jindrak après un 3D (11:29)
  - Bubba Ray a effectué le tombé sur Test après un Bubba Bomb (16:38)
  - Batista a effectué le tombé sur D-Von après un Batista Bomb (20:48)
- Molly Holly def. Ivory pour conserver le WWE Women's Championship (4:23)
  - Molly a effectué le tombé sur Ivory.
- Triple H def. Goldberg (c) et Kane dans un Triple Threat match pour remporter le World Heavyweight Championship (19:28)
  - Triple H a effectué le tombé sur Goldberg après que Kane a fait un Chokeslam sur Goldberg.